# Parakeratose
Als Parakeratose bezeichnet man eine Störung der Verhornung (Dyskeratose), die durch Verbleiben von Zellkernen oder Zellkernresten in der Hornschicht gekennzeichnet ist. Häufig kommt es gleichzeitig zu einer Verdickung der Hornschicht (parakeratotische Hyperkeratose). Eine Parakeratose entsteht durch den beschleunigten Ablauf der Verhornung oder einer Störung der Reifung der Keratinozyten.
Typische, beim Menschen mit Parakeratose einhergehende Erkrankungen sind die Schuppenflechte, Ekzeme und Morbus Bowen.
Bei Hunden können Staupe, Entzündungen, Ektoparasitenbefall, Dermatophilose, Dermatophytosen, Zinkmangel, chronische Arsen- und Thalliumvergiftung sowie das hepatokutane Syndrom zu einer Parakeratose führen. Bei Hunden und Rindern ist eine genetisch bedingte Parakeratose beschrieben. Bei Schweinen ist vor allem Zinkmangel von Bedeutung.